# Trichocentrum binotii
Trichocentrum binotii är en orkidéart som först beskrevs av Guido Frederico João Pabst, och fick sitt nu gällande namn av Ined. Trichocentrum binotii ingår i släktet Trichocentrum och familjen orkidéer. Inga underarter finns listade i Catalogue of Life.